# 威滕伯格大学
威滕伯格大学（正式名称为威滕伯格学院）是位于俄亥俄州斯普林菲尔德的一所私立文理学院。该校拥有来自33个州和9个国家的1,326名全日制学生，隶属于美国福音路德教会。

## 历史
威滕伯格学院成立于1845年，由俄亥俄州英语福音路德会的一批牧师创立。该教会当时已从新成立的德语俄亥俄福音路德联合总会中独立出来。学院以德国维腾贝格大学命名，该城正是1517年10月31日马丁·路德在教堂大门张贴《九十五条论纲》的历史地点。
德裔美籍牧师以斯拉·凯勒是该学院的主要创始人和首任校长。其最初目标是通过哈玛神学院培养神职人员。与当时使用德语教学的首府大学不同，该校重要使命是通过英语教学"美国化"路德会信徒。
首届学生最初只有8人，学期末增至71人。在1名教授和2名导师的师资下，课程在斯普林菲尔德一处捐赠的教堂内进行。选址于此因其位于国家公路沿线，这条道路连接东部的巴尔的摩和坎伯兰，向西延伸至伊利诺伊领地，最终抵达密西西比河畔的万达利亚。
1874年学院开始招收女生，次年接收非裔学生。1957年升格为大学并更名。1993年，大学与德国维滕贝格市建立正式伙伴关系。
1995年，美国哲学协会谴责威滕伯格大学，因校方推翻教职员工委员会决定，拒绝授予哲学教授李蒙·麦克亨利终身教职。2021年，美国大学教授协会对该校实施制裁，因其在未充分尊重教师权利的情况下，取消了八个学术项目并解雇两名终身教职人员。

## 学术

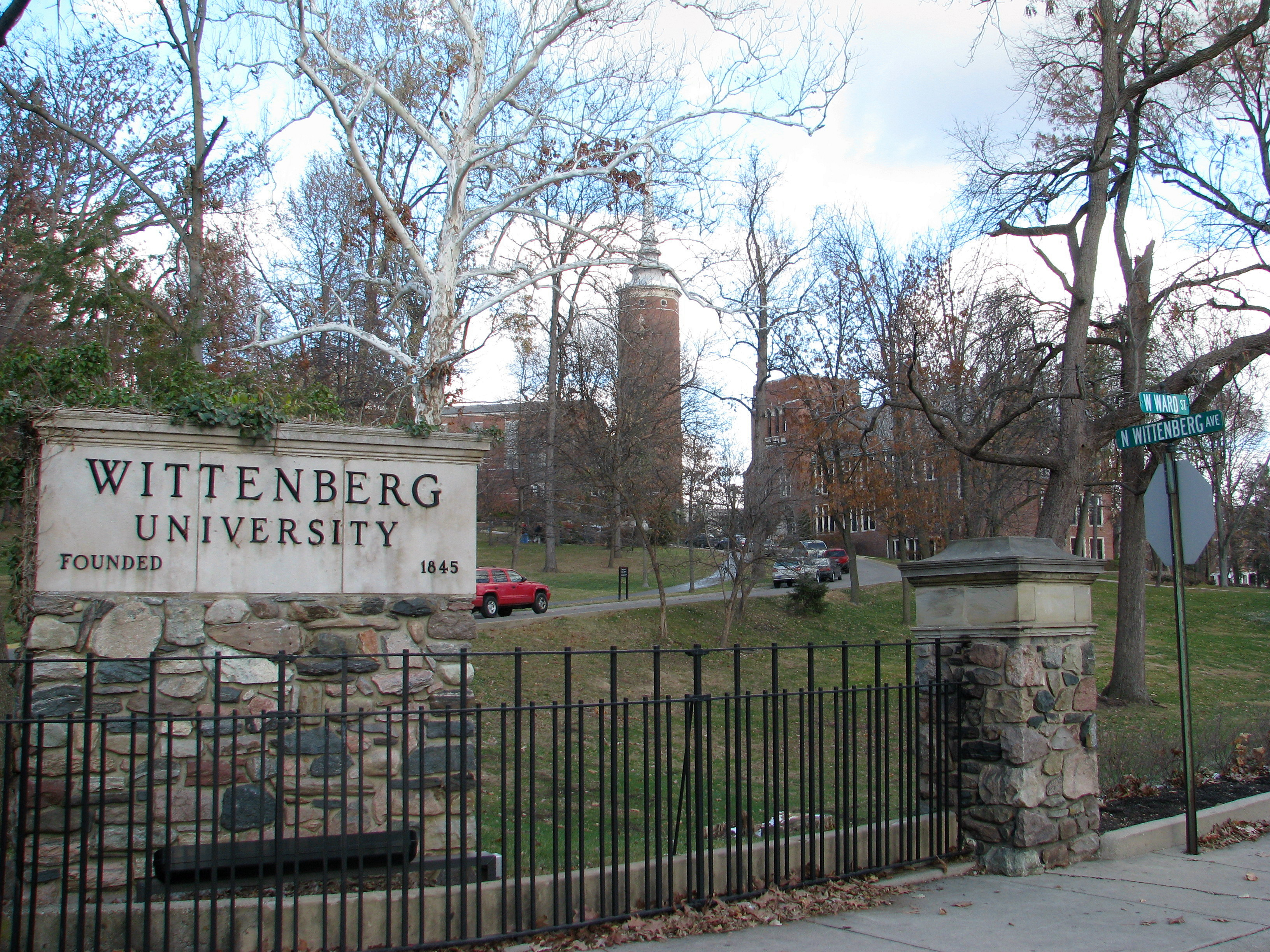
学校大门

威滕伯格大学提供70余个主修专业及特色项目，开设八类职前课程，70%的学生最终会继续攻读研究生学位。该校的科学设施集中于芭芭拉·迪尔·库斯科学中心（Barbara Deer Kuss Science Center），音乐系位于克里格厅（Krieg Hall），艺术系则设在科赫楼（Koch Hall）。  
托马斯图书馆（Thomas Library）藏有40万册图书，并接入俄亥俄州高校图书馆联盟OhioLINK系统。馆内设肯珀特藏区（Kemper Special Collection Area），收藏了400余件1517至1580年间马丁·路德及其同时代人物的著作，构成"路德宗教改革专题馆藏"。该图书馆建于1956年，由宾夕法尼亚州温尼伍德市Mansell, Lewis & Fugate建筑事务所的托马斯·诺曼·曼塞尔（Thomas Norman Mansell）设计。